# Папроць-Дужа
Папроць-Дужа (пол. Paproć Duża) — деревня в Замбрувском повете Подляского воеводства Польши. Входит в состав гмины Шумово. По данным переписи 2011 года, в деревне проживало 428 человек.

## География
Деревня расположена на северо-востоке Польши, на расстоянии приблизительно 15 километров (по прямой) к юго-западу от города Замбрув, административного центра повета. Абсолютная высота — 127 метров над уровнем моря. К северо-западу от Папроць-Дужи проходит национальная автодорога  / E67.

## История
Населённый пункт был основан в 1800 году переселенцами из Мекленбурга и первоначально назывался Кёнигсхульд (Königshuld).

Согласно «Списку населенных мест Ломжинской губернии», в 1906 году в деревне Папроць-Дужа проживало 198 человек (112 мужчин и 86 женщин). В конфессиональном отношении большинство население деревни составляли лютеране (138 человек), остальные — католики. В административном отношении деревня входила в состав гмины Ясеница Островского уезда.
В период с 1975 по 1998 годы Папроць-Дужа являлась частью Ломжинского воеводства.